# Heinz Fütterer
Heinz Fütterer, właśc. Heinrich Ludwig Fütterer (ur. 14 października 1931 w Illingen, zm. 10 lutego 2019 tamże) – niemiecki lekkoatleta sprinter, medalista olimpijski i trzykrotny mistrz Europy.
Startował w barwach Republiki Federalnej Niemiec. W latach 50. XX wieku był czołowym sprinterem świata. Wygrał w 536 międzynarodowych startach, a w latach 1953–1955 był niepokonany. Nosił przydomek Der weiße Blitz, czyli Biała błyskawica, ponieważ rywalizował z powodzeniem z ciemnoskórymi sprinterami ze Stanów Zjednoczonych.
Fütterer rozpoczął karierę w latach 40. Zakwalifikował się na igrzyska olimpijskie w 1952 w Helsinkach, ale nie mógł wystąpić ze względu na kontuzję mięśnia.
Na mistrzostwach Europy w 1954 w Bernie zdobył złote medale w biegach na 100 metrów i na 200 metrów. Sztafeta 4 × 100 metrów RFN w składzie Leonhard Pohl, Peter Kraus, Heinz Fütterer, Manfred Germar została zdyskwalifikowana w przedbiegach. 31 października 1954 w Jokohamie wyrównał należący do Jessego Owensa rekord świata w biegu na 100 metrów czasem 10,2 s. W tym samym roku najpierw wyrównał rekord Europy w biegu na 200 metrów wynikiem 20,9 s, a potem poprawił go na 20,8 s. Został wybrany najlepszym sportowcem RFN w 1954, mimo że w tym roku reprezentacja RFN w piłce nożnej zdobyła mistrzostwo świata.
12 marca 1955 w Kilonii ustanowił halowy rekord świata w biegu na 60 metrów wynikiem 6,5 s. Na igrzyskach olimpijskich w 1956 w Melbourne startował tylko w biegu na 100 metrów i w sztafecie, ponieważ odczuwał skutki kontuzji. Występował we wspólnej reprezentacji olimpijskiej Niemiec. Na 100 metrów odpadł w ćwierćfinale, a sztafeta 4 × 100 metrów w składzie: Lothar Knörzer, Pohl, Fütterer i Germar zdobyła brązowy medal.
Na mistrzostwach Europy w 1958 w Sztokholmie wystąpił tylko w sztafecie 4 × 100 metrów (również w składzie wspólnej reprezentacji Niemiec) i zdobył w niej swój trzeci tytuł mistrzowski (sztafeta biegła w składzie: Walter Mahlendorf, Armin Hary, Fütterer i Germar). Pięć dni później (29 sierpnia 1958) w Kilonii sztafeta RFN w składzie: Manfred Steinbach, Martin Lauer, Fütterer i Germar wyrównała rekord świata wynikiem 39,5 s.
Fütterer zdobył następujące medale w mistrzostwach RFN:
- Bieg na 100 metrów – złoty medal w 1951, 1953, 1954 i 1955, brązowy w 1958[9]
- Bieg na 200 metrów – złoty medal w 1953 i 1954, srebrny w 1955[10]
- Sztafeta 4 × 100 metrów – złoty medal w 1955[11]

Wśród wyróżnień Fütterera można wskazać Srebrny Laur w 1954 i 1956, Order Zasługi RFN w 1981 oraz honorowe obywatelstwo miasta Elchesheim-Illingen w 2004.